# Micrelenchus
Micrelenchus es un género de molusco gasterópodo de la familia Trochidae. 

## Especies
Las especies de este género son:
- Micrelenchus artizona (A. Adams, 1853)
- Micrelenchus caelatus (Hutton, 1884)
- Micrelenchus capillaceus (Philippi, 1849)
- Micrelenchus dilatatus (G.B. Sowerby II, 1870)
- Micrelenchus festivus B.A. Marshall, 1998
- Micrelenchus huttonii (E.A. Smith, 1876)
- Micrelenchus mortenseni (Odhner, 1924)
- Micrelenchus rufozona (A. Adams, 1853)
- Micrelenchus sanguineas (Gray, 1843)
- Micrelenchus sanguineus (Gray, 1843)
- Micrelenchus tenebrosus (A. Adams, 1853)